# Josef Stürmann
Josef Stürmann (* 6. August 1906 in Münster (Westfalen); † 11. Januar 1959 in München) war ein deutscher Professor der Philosophie und Politiker der CSU.

## Leben und Beruf
Stürmann studierte von 1925 an Philosophie und Psychologie in Innsbruck, drei Jahre später folgte seine Promotion in scholastischer Philosophie. Danach siedelte er nach München über, wo er 1931 den deutschen Doktortitel in Philosophie erlangte. Daraufhin war er bei Psychologieprofessor Alexander Pfänder als wissenschaftlicher Assistent angestellt. 1933 wurde ihm aufgrund seiner ablehnenden Haltung der NSDAP gegenüber die Habilitation verwehrt. Daraufhin ging Stürmann anderen Tätigkeiten nach, zunächst bei der Bayerischen Hypotheken- und Wechsel-Bank, nach seiner Entlassung 1940 als Lagerverwalter. 1939 und 1944 wurde er in Haft genommen. Ferner gehörte er dem monarchischen Widerstand in Bayern an.
Nach dem Krieg wurde Stürmann im Juni 1945 zum geschäftsführenden Präsidenten des Bayerischen Roten Kreuzes berufen; in diesem Amt blieb er ein Jahr lang. 1947 wurde er auf Grundlage einer neuen Habilitationsschrift zum Privatdozenten und zum außerplanmäßigen Professor der Philosophie an der Ludwig-Maximilians-Universität München ernannt. 1957 erfolgte dort die Ernennung zum beamteten außerordentlichen Professor.

## Politik
In seiner Studienzeit war Stürmann Landesleiter der katholischen Studentenschaft der BVP. Im Frühjahr 1948 rückte er für den ausgeschiedenen Max Zwicknagl in den Bayerischen Landtag nach, dem er bis zum Ende der Wahlperiode angehörte. In dieser Zeit gehörte er auch dem Rundfunkrat des Bayerischen Rundfunks an.